# Maximumprinzip von Bauer
Das Maximumprinzip von Bauer, auch genannt als das H. Bauersche Maximum-Prinzip (englisch H. Bauer's maximum principle), ist ein mathematischer Lehrsatz, der im Übergangsfeld zwischen den Teilgebieten der Analysis, der Linearen Optimierung und der Variationsrechnung angesiedelt ist. Es entstammt einer wissenschaftlichen Arbeit des deutschen Mathematikers Heinz Bauer (1928–2002) aus dem Jahre 1960 und ist verwandt sowohl mit dem weierstraßschen Satz vom Minimum und Maximum als auch mit dem Fundamentalsatz der Variationsrechnung. Wie diese behandelt das Maximumprinzip die grundlegende Frage der Existenz von Extremstellen gewisser reellwertiger Funktionale und formuliert Bedingungen, unter denen diese ihr Maximum annehmen. Darüber hinaus kann auch der Satz von Krein-Milman als Folgerung aus dem Bauer'schen Maximumprinzip verstanden werden.

## Formulierung des Satzes
Das Maximumprinzip von Bauer lässt sich angeben wie folgt:
Gegeben seien ein hausdorffscher lokalkonvexer topologischer {\displaystyle \mathbb {R} }-Vektorraum {\displaystyle X} und darin eine nichtleere konvexe kompakte Teilmenge {\displaystyle K\subset X}.
Dann gilt:
Jedes konvexe oberhalbstetige Funktional {\displaystyle \phi \colon K\to \mathbb {R} }  (und insbesondere jedes lineare stetige Funktional {\displaystyle \phi \colon X\to \mathbb {R} }) nimmt auf {\displaystyle K} sein Maximum in einem der Extremalpunkte von {\displaystyle K} an.
Das bedeutet: Für jedes solche {\displaystyle \phi } existiert ein (nicht notwendig eindeutig bestimmter) Extremalpunkt {\displaystyle e_{0}\in K} mit
{\displaystyle \phi (e_{0})=\sup _{x\in K}{\phi (x)}=\max _{x\in K}{\phi (x)}}.

## Bedeutung für die Lineare Optimierung
Dazu bemerken Philippe Blanchard und Erwin Brüning in ihrem Springer-Lehrbuch Direkte Methoden der Variationsrechnung (1982):
Die Aussage des Satzes ist für die Bestimmung des Maximums sehr wichtig, weil dadurch die Menge der potentiellen Extremalpunkte der Funktion ganz stark eingeschränkt wird. Speziell im Falle von konvexen Polyedern, wie er in konkreten Anwendungen oft vorliegt, braucht man also die Extrema der Funktion nur noch in der endlichen Menge der Extremalpunkte des Polyeders zu suchen.